# 東京台灣留學生命案
35°42′18.72″N 139°46′57.87″E / 35.7052000°N 139.7827417°E
東京台灣留學生命案是2012年1月5日發生在日本東京都台東區的命案，兩名就讀草苑日本語學校的台灣籍女性留學生林芷瀅、朱立婕被發現於學校在外承租的學生宿舍遇害身亡；目前全案由日本警方偵結，遭到懷疑行兇的同校臺籍男學生張志揚在名古屋遭到逮捕後自刎身亡。事後本案傳回中華民國國內偵辦，結案之後，因嫌疑人死亡，而由檢察官裁定不起訴。

## 案件人物

### 疑兇
張志揚（1981年5月12日－2012年1月9日），曾就讀建中補校、義守大學，台北市魚心鰻魚飯專賣店小開。
- 2001年，張志揚因為貼文尋找援交女子被女警盯上，被判处3个月有期徒刑，得易科罰金。[3]
- 2012年1月8日，因為有嫌疑而被日本政府列為本案通緝犯，疑似出現在東海地方。
- 1月9日，在名古屋參加SKE48劇場公演門票抽選落選被警方逮捕後，在押送回警局時，於警車後座拿出預藏水果刀自刎而死。
- 1月11日，壹週刊報導，該命案關鍵證人是張志揚的室友鈴木友章，同時也是3人語言學校實習老師。張志揚喜歡林芷瀅，命案發生前曾抱怨其冷淡，殺人後則神色自若告知鈴木要前往大阪。[4]

### 死者
朱立婕（1987年8月11日－2012年1月5日），出生於南投，美國加州大學聖地亚哥分校經濟學系畢業。
林芷瀅（1989年1月18日－2012年1月5日），出生於台中，曾就讀華盛頓高級中學、淡江大學。
- 2011年1月29日，朱立婕曾在Facebook發表文章，表示再次夢見被追殺。[8][9]
- 2011年4月，朱立婕前往草苑日本語學校學習。
- 2011年9月29日，朱立婕和林芷瀅在Facebook上互加好友。
- 2011年10月，林芷瀅前往草苑日本語學校學習。

## 命案現場
命案現場位於草苑日本語學校（インターカルト日本語学校）350公尺處的「Plaire DEUXQ新御徒町」學生宿舍203室，門禁可比擬商務旅館，採用安全自動門鎖。

## 事發經過
- 2012年1月4日，晚上7:00，林芷瀅曾與父親通過電話，興奮地表示5日要與同學一起去北海道玩，由於台灣天氣變冷，北海道則會更冷，林父還叮囑女兒要注意保暖。
- 1月5日，（日本時間）早上8:00，林芷瀅與25歲男同學相約在9:30碰面。但是9:20之後就失聯，男同學通知校方老師前往203室開門，發現林芷瀅穿雪靴和羽絨外套倒臥在玄關，朱立婕則是身穿連帽外套和運動長褲倒臥在下鋪[10]，兩人各有20多處刀傷，送醫後兩人因頸動脈失血過多而宣告不治。案發後，住在對面的男同學張志揚下落不明，並在其住處驗出死者血跡反應。[11]

- 1月7日，日本警方在關西找到一名「關係人」，卻被台灣媒體誤認為是張姓嫌犯落網，最後日本警方證實這名「關係人」與本案無關，而且找到的人並非張姓嫌犯本人。[12]
- 1月8日，張姓嫌犯的父親接受蘋果記者採訪，表示已做好心理準備，學校12日開課，如果11日有回來，就可以暫時排除兒子的嫌疑。[13]下午3:00，日本警方對張志揚發出通緝令，張父聞訊後更表示已做好收屍或探監的心理準備。而被通緝後沒多久，張志揚的facebook突然關閉。[14][15]
- 1月9日，日本警方在張志揚手機最後位置查出位於名古屋。下午五點時他在名古屋市參加SKE48劇場門票抽選卻落選，因有登記名字被劇場人員主動通報警察。警方當場已經有對他搜身才帶上警車前往名古屋市中區警署進行偵訊。在車上時他說：「沒想到要殺人，只是要偷東西，對林小姐、朱小姐感到非常抱歉。」而抵達警署門口玄關，張志揚趁著警員眼光離開，迅速用利刃刺向自己，割喉身亡。警方懷疑張志揚自殺用的兇刀是事先藏在褲子裡的。[16][17]

## 批評、疑雲
- 日本警視廳偵查員將張嫌押至警視廳時，雖有搜身，但竟沒發現預藏的水果刀，致使張嫌下車時自刎身亡。
- 日本警視廳偵查員為何沒對張嫌使用手銬、腳鐐？日本警視廳隨即稱「因張嫌表現服從，並不勉強對其使用手銬、腳鐐」，但卻造成張嫌一死的悲劇。

## 台灣方面

### 台灣媒體
- 在日本的待遇

事件發生后，警視廳以非「記者俱樂部」會員為由，拒絕台灣媒體採訪及參加記者會，而中國時報則批评無視採訪自由，簡直是荒唐的國際大笑話，但網友卻持相反看法，他們認為以台灣媒體的素質，被日本政府拒絕採訪是應該的。但因台北駐日經濟文化代表處出面介入，在雙方商議後，警視廳突破全球首例，命一名行政室主任親自向臺媒補開記者說明會。
- 引發爭議

從張志揚通緝到自殺身亡，媒體不斷追問張父，知名導演吳念真對於這個舉動相當不忍，並在他的粉絲專頁上發表看法，甚至以「求求你們」來訴說台灣媒體為了工作，連道德良心都不顧了，台灣媒體此舉動更是引發網友撻伐，他們認為從311大地震到現在，台灣媒體已經在國際上丟了不少臉，甚至引用了吳念真導演在粉絲專頁的留言來發動聯署，而活動不到一天，就吸引超過1400人參加。

## 求償
雖然張父曾信誓旦旦說要賠償並向死者家屬道歉，但數月後，兩被害者家屬至今得不到張家一通電話、一句對不起都沒有。竟因相關法令規定，境外遇害的兩女無法得到任何犯罪被害人補償，實乃憾事。